# BMW R 35
La BMW R35 est une moto de tourisme allemande de la catégorie 350 cm3 construite de 1937 à 1940 à Munich par BMW , puis de 1945 à 1955 à Eisenach.

## La R 35 de BMW à Munich (1937-1940)
La R 35 remplace courant 1937 la R 4 et la R 5, qui n'avait pas eu de succès commercial. Ce sera la dernière BMW à cadre en tôle emboutie.
Elle reprend la plupart des éléments constitutifs de la R 4 : cadre rigide en tôle emboutie, freins avant et arrière à tambour, boîte de vitesses à quatre rapports commandée par un levier situé à droite du réservoir et transmission finale par arbre.
Les éléments nouveaux sont le moteur, un monocylindre de 342 cm3 délivrant 14 ch, la fourche, désormais télescopique, et les roues de 19 " . Machine peu innovante, la R 35 connait cependant un grand succès commercial, y compris auprès des forces armées allemandes.
La R 35 est fabriquée à plus de 15 000 exemplaires à Munich entre 1937 et 1940, année de fin de fabrication à Munich.

## La R 35 d'Eisenach: BMW puis EMW (1945-1955)

### Contexte historique
En 1928, BMW avait acquis le constructeur automobile allemand Dixi et son usine située à Eisenach, une ville de Thuringe située à 400 km environ au nord de Munich. BMW y fabrique certains de ses modèles d'automobiles les plus puissants, comme la 325. Lorsqu'en 1940 le gouvernement allemand ordonne à l'industrie de se consacrer quasi exclusivement à l'effort de guerre, BMW arrête la production de R 35 à Munich et transfère à Eisenach le stock de pièces détachées encore invendues. À la fin de la guerre, Eisenach se trouve en zone occupée soviétique puis est intégrée dans la République Démocratique allemande. L'usine d'Eisenach est réquisitionnée et, en 1945, reprend la fabrication d'automobiles puis démarre celle de motos R 35.

### La R 35 d'Eisenach
Trois versions de R 35 sont successivement fabriquées entre 1945 et 1955 à Eisenach sous la marque BMW puis, à partir de 1952,  EMW :
- la R35/1, identique à la R 35 d'avant guerre et produite à 34 000 exemplaires de 1945 à 1952 ;
- la R 35/2, dotée d'une fourche télescopique hydraulique et produite quelques mois en 1952 ;
- la R 35/3, avec fourche hydraulique, suspension arrière coulissante et changement de vitesses au pied, et, à partir de 1953, pré équipée pour être attelée en side-car[8]. 54 000 exemplaires de R 35/3 ont été produits de 1952 à 1955.

## Galerie

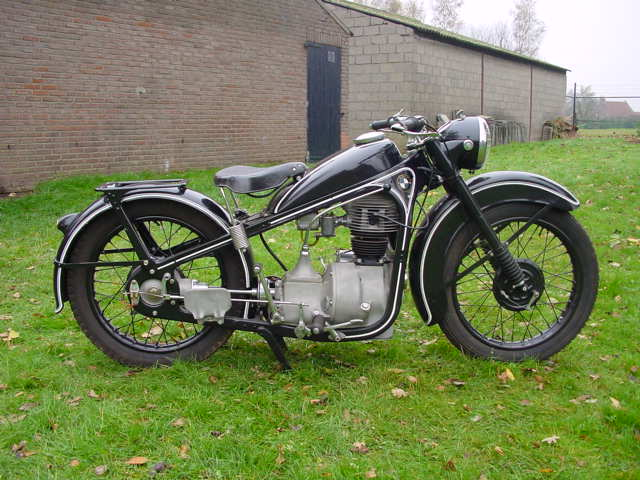
BMW R 35 de 1938.
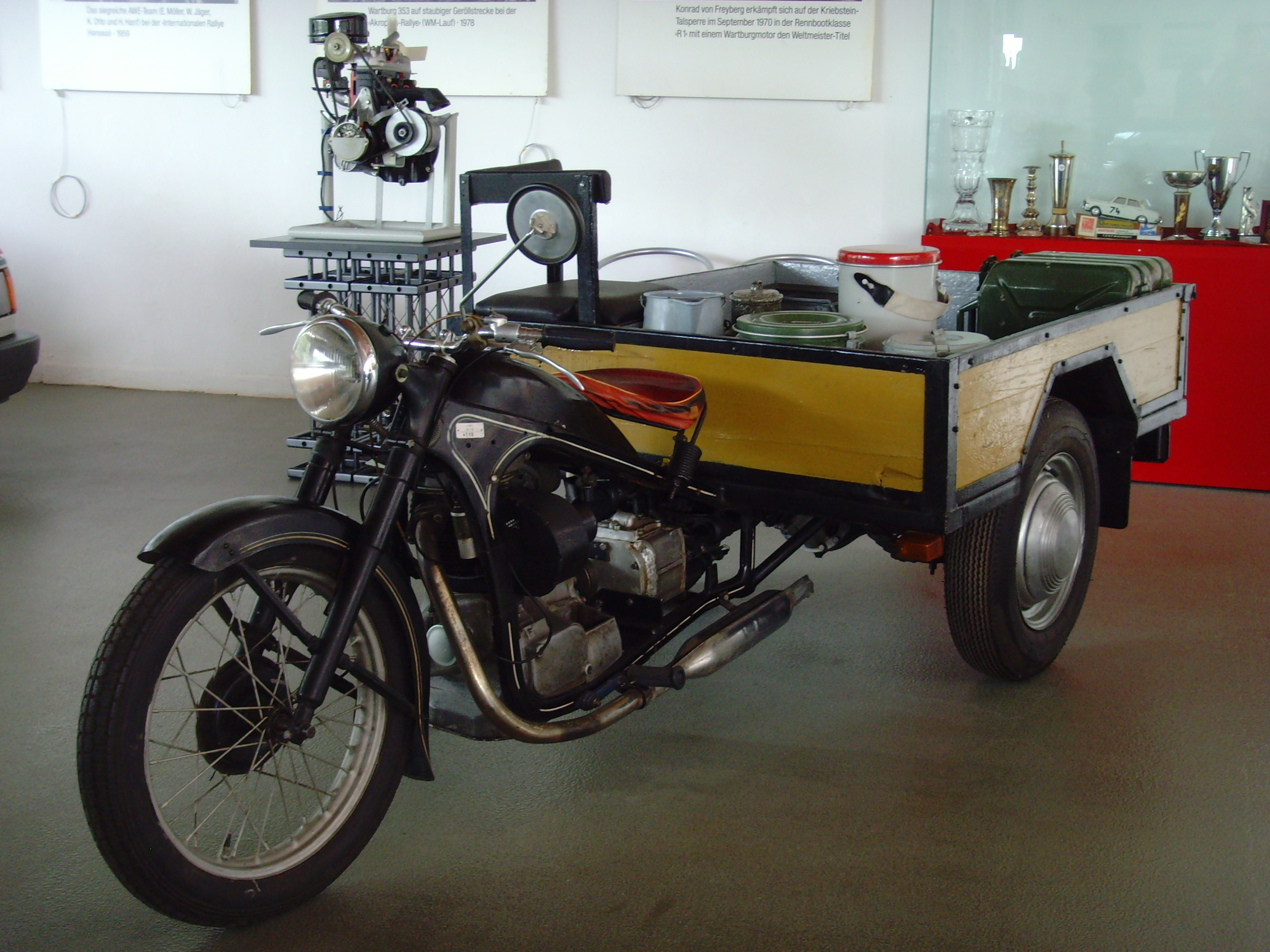
R 35 modifiée en triporteur (1952).
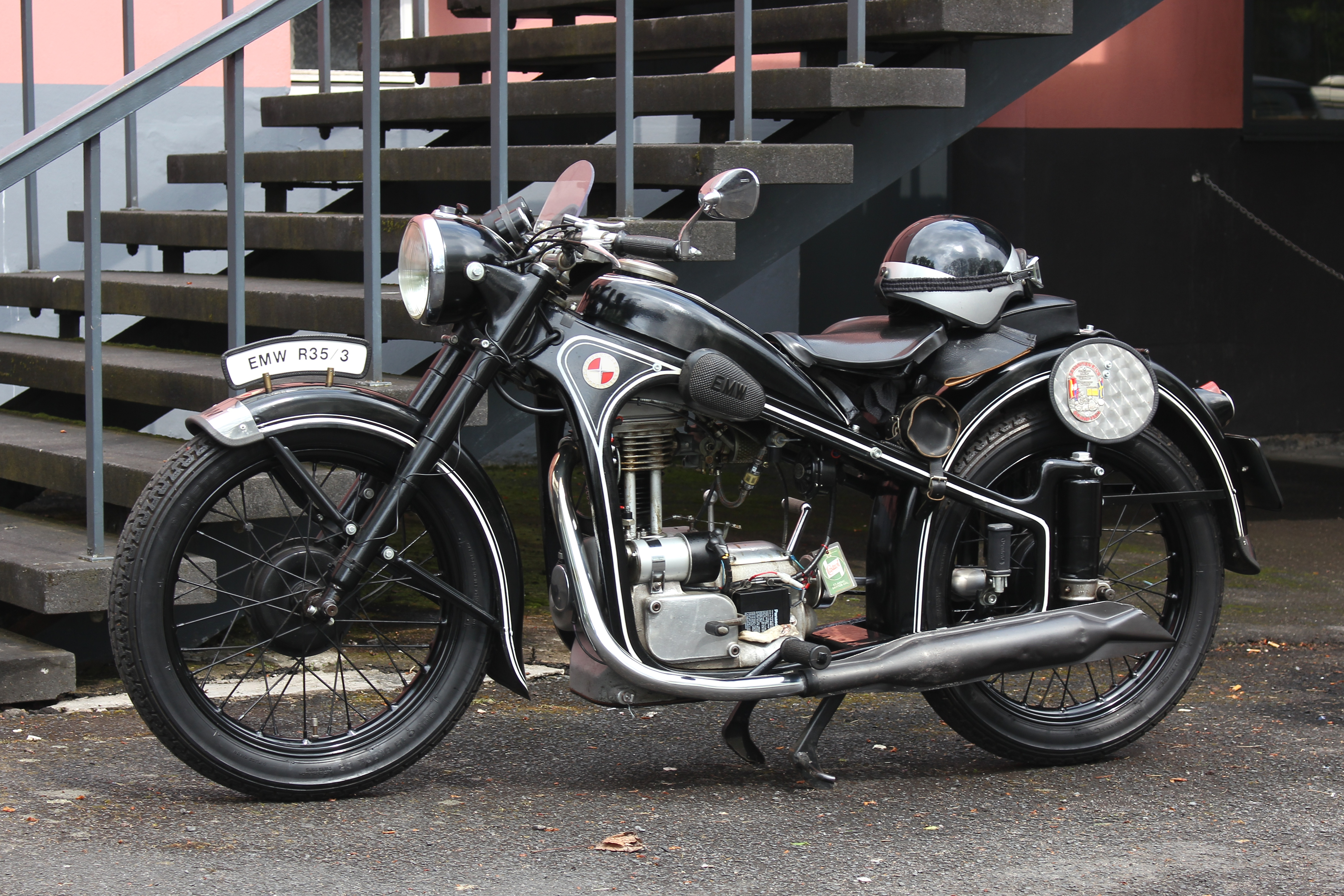
EMW 35-3 de 1954 avec suspension arrière et logo EMW.

### Sites externes
- Site allemand sur les monocylindres BMW
- Site officiel BMW sur ses modèles historiques